# موشيغ يشخان
موشيغ جيندرجيان يشخان ((بالأرمنية: Մուշեղ Իշխան)‏؛ (بالإنجليزية: Mushegh Jinderjian Ishkhan)‏؛ 1914 - 12 يونيو 1990) هو أبرز الكتّاب والشعراء الأرمن في المهجر. لفت إليه الأنظار منذ ديوانه الأول، وهو مجموعة قصائد بعنوان «أغنية البيوت» (بالإنجليزية: Duneru yerke)‏ ‏(1936) وتلتها مجموعة «أرمينيا» Hayasdan ‏(1946) و«حياة وحلم» Gyank yev year ‏(1949) و«الخريف الذهبي» Vosgi Ashun ‏(1963). تمتزج في أشعاره المشاعر الرقيقة الصادقة بالحزن والحنين إلى الوطن، ويتجلى في إبداعه نضال شعبه للحفاظ على الهوية والوطن.

## النشأة
وُلِد في بلدة سيفري حصار قرب أنقرة وتم تهجيره طفلاً مع عائلته إلى دير الزور في سورية. أتم تعليمه الابتدائي في دمشق ثم انتقل إلى قبرص حيث أكمل تعليمه الثانوي في المعهد التعليمي الملكوني ثم غادرها إلى بيروت وأستقر فيها وحصل على الجنسية، حيث التحق بكلية نشان بلنجيان، وبعد تخرجه في 1935، عمل لثلاث سنوات مدرساً. حيث أصدر أول ديوان أشعار في 1936 في بيروت. ثم سافر إلى بروكسل حيث درس الأدب في جامعة بروكسل من 1938، إلا أن الحرب العالمية أوقفت دراسته فعاد إلى بيروت في 1940 ليدرّس في كلية نشان بلنجيان. واستقر أخيراً في بيروت وتفرغ للكتابة والتدريس

## أعماله
وتمثل مجموعة «عذاب» Darabank ‏(1968) مرحلة مهمة من حياة يشخان الإبداعية، فالموضوع الرئيسي فيها هو حياته المفعمة بالحزن، فكان صوته فيها حزيناً متشائماً. وجاءت قصيدته «الإنسان الكائن الغريب» Darorinag
mart araradz لتحقق صدى كبيراً حينما تحولت إلى أغنية شائعة، يشيد الشاعر فيها بقدرة الإنسان على الاستمرار بالحياة على الرغم من العذاب والظلم. ومن أجل إبراز صوره لجأ الشاعر إلى أسلوب المفارقة الذي
غالباً ما كان يستخدمه في كتاباته. من قصائده الأخرى «الحياة والموت» Gyank yev mah (1990) و«الكتب
الغالية» Kirker sireli (1990) و«السماء الزرقاء» Gabuyd yergink (1990) ، ومجموعته «غروب الشمس» Arevamar (1982) التي تغنى فيها بالطبيعة. وقد صار شعره صدى لفصول السنة الثلاثة، وأبى أن يكون الشتاء لأنه آمن بأن الفن وكينونة الأرمن والشعر هي حياة دائمة لا تدخل قبر الشتاء، إذ يقول
«إن بدأت بالتفكير بالموت فأنت ميت مسبقاً». كتب أيضاً العديد من القصائد الغنائية المهداة إلى الوطن وإلى اللغة الأرمنية التي يصفها ببيت الأرمني في أرجاء العالم، ولُقِّب بأمير الكتابة الأرمنية تيمناً بكنيته التي تعني «الأمير».
كتب يشخان عدداً من المسرحيات تناول فيها موضوعات وطنية ونفسية واجتماعية مثل «الرجل الذي خرج من البراد» Sarnaranen yeladz marte ‏(1979). وقد عرضت في يريڤان المسرحيات: «كم هو صعب الموت» Mernile vorkan tjvar e ‏(1971)، و«ملك كيليكيا» Giligio arkan ‏(1989). . ويذكر من مؤلفات يشخان النثرية «من أجل الخبز والنور» Hatsi yev luysi hamar ‏(1951)، و«من أجل الخبز والحب» Hatsi yev siro hamar ‏(1956) و«وداعاً أيتها الطفولة» Mnas parov mangutiun ‏(1974)، وكذلك بحثه «الأدب الأرمني الحديث» Arti Hay kraganutiun ت(1973-1975) المؤلف من ثلاثة أجزاء.
عايش يشخان الحرب الأهلية اللبنانية وخصص لها قصيدة بعنوان «لبنان» Lipanan وصف فيها الموت والدمار، كما كتب حولها العديد من المقالات التي صدرت في نهاية السبعينيات وبداية الثمانينيات في ملحق جريدة «أزتاك» في بيروت حيث توفي.